# Asbestopluma calyx
Asbestopluma calyx är en svampdjursart som beskrevs av Jörn Hentschel 1914. Asbestopluma calyx ingår i släktet Asbestopluma och familjen Cladorhizidae. Inga underarter finns listade i Catalogue of Life.